# Sainte-Sophie-d'Halifax
Sainte-Sophie-d'Halifax es un municipio canadiense situado en la provincia de Quebec.

## Superficie
Sainte-Sophie-d'Halifax tiene una superficie de 92,13 km².

## Demografía
En 2021, tenía 595 habitantes, una densidad poblacional de 6,5 hab./km², y 258 viviendas.